# ArcView
ArcView ist eine Geoinformationssystem-Software des Unternehmens ESRI, mit der sich Geodaten erzeugen, bearbeiten (verschneiden,…), analysieren und darstellen lassen.

## Details
Es gibt zwei Produktlinien:
- ArcView GIS bis Version 3.x mit der aktuellen Version 3.3 und
- ArcGIS/ArcView als Lizenzstufe aus ArcGIS Desktop, ab Version 8.x, mit der aktuellen Version 10.0.

Das hauptsächlich verwendete Dateiformat für Vektordaten sind Shapedateien (*.shp/shx/dbf). Ab Version 8.x ist die sogenannte Personal-GeoDatabase hinzugekommen, die auf der Microsoft Jet Engine basiert (.mdb-Dateien). Die Projekte selbst werden unter ArcView 3 als .apr-Dateien und unter ArcView 8 und höher als .mxd-Dateien gespeichert.
Das Geoinformationssystem ArcView GIS lässt sich sowohl in der klassischen Version 3.x als auch in den Versionen 8.x/9.x durch die Einbindung von ArcView-Erweiterungen sehr stark ausbauen. Diverse Erweiterungen, die als proprietäre Software von der Firma ESRI angeboten werden, erweitern das GIS um zusätzliche räumliche Funktionalitäten:
- Spatial Analyst: Arbeiten mit Rasterdaten
- 3D-Analyst: Arbeiten mit Oberflächendaten und 3D-Darstellung, TIN-Unterstützung
- Network Analyst: Arbeiten mit Netzdaten (z. B.: Routing)

## ArcView GIS 3.x
Durch die integrierte Programmierumgebung auf Basis der Skriptsprache Avenue und die Erweiterung Dialog Designer, mit der Benutzerschnittstellen erstellt werden können, lassen sich Oberfläche und Funktionalitäten von ArcView GIS 3.x anpassen und erweitern. Danach wurde sie aber in den folgenden Versionen von ArcView nicht mehr verwendet.
Mit Avenue ist es möglich, Karten, Tabellen etc. interaktiv zu verändern. Die Sprache arbeitet zwar auf Objekten, es lassen sich jedoch keine eigenen Klassen definieren.
Eine Skriptdatei entspricht einer Funktion und kann von einem anderen Skript mit Parametern aufgerufen werden.
In seiner vollen Funktionalität kann die Software jedoch erst durch extensive Einbindung von Benutzererweiterungen (User-Extensions) genutzt werden. Einige besonders leistungsfähige und verbreitete Erweiterungen sind hier aufgeführt:
- XTools: Ein Werkzeug zur Geoverarbeitung von Shapefiles (z. B. Verschneiden, Verschmelzen, Verbinden, Ausschneiden etc.)
- Memo Tools: Eine Werkzeugsammlung, die Werkzeuge des täglichen Gebrauchs zur Verfügung stellt
- Grid Machine: Eine Werkzeugsammlung für Spatial Analyst, insbesondere zur Arbeit mit multiplen Rasterdaten (ESRI-grid)
- Edit Tools: Eine Sammlung zur Konvertierung von Geodaten zwischen verschiedenen Formaten und Zuständen.

## ArcGIS/ArcView 8.x/9.x
In dieser Produktlinie ist ArcView lediglich eine mögliche Ausbaustufe der Produktfamilie ArcGIS Desktop. Weitere (zunehmend umfangreichere) Ausbaustufen in der ArcGIS Desktop-Produktfamilie sind ArcEditor und ArcInfo
Die Funktionen und Oberfläche von ArcView in den Versionen 8.x und 9.x können über die Microsoft COM-Technik z. B. mit Hilfe der Programmiersprachen Visual Basic, Python oder Visual C++ erweitert werden. Avenue-Scripte und Erweiterungen für ArcView GIS 3.x sind nicht mit den Programmversionen 8.x/9.x/10.x kompatibel.